# Aire urbaine d'Embrun
 (signalé en juillet 2025).
Si vous disposez d'ouvrages ou d'articles de référence ou si vous connaissez des sites web de qualité traitant du thème abordé ici, merci de compléter l'article en donnant les références utiles à sa vérifiabilité et en les liant à la section « Notes et références ».
- Archive Wikiwix
- Bing
- Cairn
- DuckDuckGo
- E. Universalis
- Gallica
- Google
- G. Books
- G. News
- G. Scholar
- Persée
- Qwant
- (zh) Baidu
- (ru) Yandex
- (wd) trouver des œuvres sur Wikidata

L'aire urbaine d'Embrun est une aire urbaine française centrée sur l'unité urbaine d'Embrun dans les Alpes-de-Haute-Provence. Composée de 3 communes, elle comptait 7 284 habitants en 2013.

## Composition
| Nom                  | Code Insee | Statut | Superficie (km2) | Population (dernière pop. légale) | Densité (hab./km2) |
| -------------------- | ---------- | ------ | ---------------- | --------------------------------- | ------------------ |
| Baratier             | 05012      |        | 15,99            | 643 (2022)                        | 40                 |
| Embrun               | 05046      |        | 36,39            | 6 387 (2022)                      | 176                |
| Saint-André-d'Embrun | 05128      |        | 38,63            | 708 (2022)                        | 18                 |